# Edmond Villey
Pour les autres membres de la famille, voir famille Villey.
Edmond-Louis Villey-Desmeserets, connu sous le nom d'Edmond Villey (Caen, 3 novembre 1848 - Caen, 10 décembre 1924), est un économiste français, professeur d'économie politique puis doyen de la faculté de droit de Caen, cofondateur de la Revue d'économie politique, membre de l'Académie des sciences morales et politiques.

## Biographie
Il est professeur d'économie politique à la faculté de droit de Caen, dont il devient ensuite le doyen. Il fonde avec Charles Gide et Alfred Jourdan la Revue d'économie politique.
Il est élu correspondant de l'Académie des sciences morales et politiques en 1892, puis membre en 1906.
Edmond Villey est le père du physicien Jean Villey, du professeur de lettres Pierre Villey et du préfet Achille Villey-Desmeserets.
Il est le fondateur d'une société de solidarité sociale au début du XXe siècle et du comité de patronage des habitations à bon marché et de la prévoyance sociale du Calvados en 1908.

## Principales publications
- Des actes de l'interdit postérieurs au jugement d'interdiction (1873)
- Précis d'un cours de droit criminel, comprenant l'explication du code pénal, du code d'instruction criminelle en entier et des lois qui les ont modifiés jusqu'à la fin de l'année 1905 (1876-1906) Texte en ligne
- Du rôle de l'État dans l'ordre économique (1882)
- La Question sociale et l'Enquête sur la crise industrielle (1884)
- Traité élémentaire d'économie politique et de législation économique (1885)
- La Question des salaires, ou La Question sociale (1887) Texte en ligne
- Théorie du Code pénal de MM. Chauveau et Faustin Hélie (6 vol., 6e éd.) (1887-1889)
- Leçons de droit criminel de Boitard (1889)
- Principes d'économie politique (1894)
- Le Socialisme contemporain (1895)
- Le Mouvement féministe contemporain (1895)
- Charles Fourier : l'homme et son œuvre (1898)
- L'Œuvre économique de Charles Dunoyer (1899) Texte en ligne
- Législation électorale comparée des principaux pays d'Europe (1900)
- Les Périls de la démocratie française (1910)
- Les Vices de la Constitution française (1918)
- L'État et le progrès social (1923)